# Bois d'Entre-les-mondes
Le Bois d'Entre-les-mondes est un lieu de l'univers de Narnia.
C'est le bois dans lequel Polly et Digory sont transportés lorsqu'ils eurent mis les anneaux de l'oncle Andrew. Il se caractérise par la présence de très nombreuses mares qui mènent chacune à un monde différent dont le monde de Narnia.